# 오지마정 (군마현)
오지마정(일본어: 尾島町)은 일본 군마현 남동부 닛타군에 속했던 정이다.  인구 약 1만 4천의 마을이다. 사이타마현과의 현 경계에 위치한다.
2005년 3월 28일에 (구)오타시, 닛타쵸, 야부즈카혼정과 합병에 의해 오타시가 되어 소멸했다.
마을 남부를 토네 강이 흐른다.덧붙여 남단의 마에코 지구의 한가운데를 흐르고 있기 때문에, 마에코 지구의 북부는 군마현측, 남부는 사이타마현측으로 되어 있었지만, 2010년의 군마·사이타마현 경계 변경에 수반해, 다이자마에코야의 토네가와 남쪽 해안은 사이타마현 후카야시의 일부가 되었다.

## 교통

### 철도
- 도부 철도
  - 이세사키 선

### 도로
- 국도 제17호선
- 국도 제354호선